# Der Herr ist mein getreuer Hirt

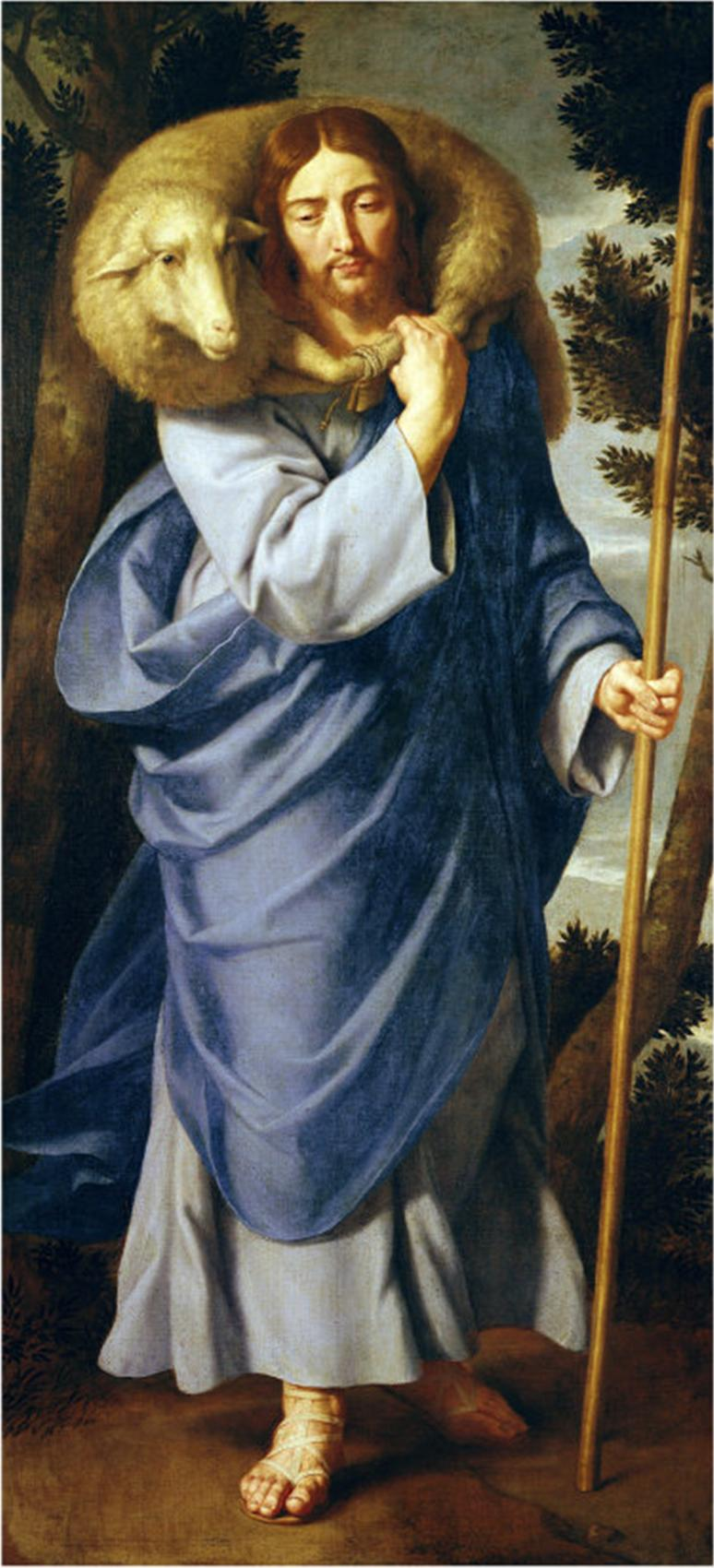
Le Bon-Pasteur, sujet de la cantate, par Jean-Baptiste de Champaigne

Der Herr ist mein getreuer Hirt (Le Seigneur est mon bon berger), (BWV 112) est une cantate chorale de Johann Sebastian Bach, composée à Leipzig en 1731.

## Histoire et livret
Bach compose cette cantate du cycle de la cinquième année à l'occasion du deuxième dimanche après Pâques, appelé le dimanche du Domini Misericoridias. Pour cette destination liturgique, deux autres cantates ont franchi le seuil de la postérité : les BWV 85 et 104. Les lectures prescrites pour ce dimanche sont la première épître de Pierre (le Christ comme modèle 2, 21–25), et l'Évangile selon Jean, (le Bon-Pasteur–  chapitre 10, 11–16).
Lors de sa deuxième année à Leipzig, Bach compose des cantates chorales entre le premier dimanche après le dimanche de la Trinité de 1724 et le dimanche des Rameaux, mais pour Pâques il revient à des cantates sur des textes plus variés. Plus tard, il compose d'autres cantates chorales pour compléter son deuxième cycle annuel, et cette cantate est l'une d'entre elles. Le texte reprend sans changement les paroles d'un cantique de Wolfgang Meuslin de 1530, une paraphrase du psaume 23, chanté sur la mélodie de Allein Gott in der Höh sei Ehr de Nikolaus Decius (1522),. La mélodie de ce psaume est en partie basée sur le chant grégorien « Gloria in excelsis » du Moyen Âge tardif et en partie sur un « Sanctus in festis duplicibus » du Graduale Romanum. La première partie du psaume ressemble à un chant de Pâques des années 900 qui s'est diffusé dans plusieurs pays. Ce cantique est différent de celui avec la même ligne d'ouverture par Cornelius Becker, chanté sur la même mélodie, que Bach avait utilisé dans ses deux autres cantates pour la même occasion, Du Hirte Israel, höre, BWV 104, et Ich bin ein guter Hirt, BWV 85. Son sujet, le Seigneur en tant que bon berger, a traditionnellement été utilisé pour Jésus et est donc lié à l'Evangile,,.
Bach dirige la cantate pour la première fois en l'église Saint-Nicolas à Leipzig le 8 avril 1731.

## Structure et instrumentation
Deux cors, deux hautbois d'amour, deux violons, alto et basse continue.
- chœur : Der Herr ist mein getreuer Hirt
- aria (alto) : Zum reinen Wasser er mich weist
- récitatif, arioso (basse) : Und ob ich wandert im finstern Tal
- aria (duo), soprano et ténor) : Du bereitest für mir einen Tisch
- choral Gutes und die Barmherzigkeit

## Musique
Dans le chœur d'ouverture, une fantaisie chorale, mélodie du Gloria Allein Gott in der Höh sei Ehr est insérée dans un concerto orchestral. Le mouvement commence avec un appel dérivé de l'air du choral joué par les deux cors, menant à un concerto libre avec les cordes et les hautbois. Le cantus firmus est chanté en longues notes par la soprano tandis que les voix plus basses s'engage dans une imitation John Eliot Gardiner compare le mouvement aux ouvertures des deux précédentes cantates pour la même occasion : « La présence de deux cors ... révèle un portrait beaucoup plus majestueux du bon pasteur que celui que nous avons déjà rencontré ». Tant Alfred Dürr que Klaus Hofmann supposent que la musique n'a pas été composée à l'origine pour ce texte pastoral, mais antérieurement, pour le Gloria,. Bach avait composé une fantaisie chorale différente sur la même mélodie dans Auf Christi Himmelfahrt allein, BWV 128, avec une instrumentation similaire.
Les trois mouvements intérieurs citent le texte de l'hymne sans changement, mais leur musique n'est pas liée à la mélodie de l'hymne. L'aria alto est accompagné d'un hautbois obbligato. Il est structuré en deux parties semblables en un tempo pastoral en 6/8. Le flux régulier du hautbois peut être considéré comme représentant l'« eau pure » mentionnée dans le texte, les étapes du continuo comme « les étapes faites au cours de cet important voyage » « sur la voie de la justice de Ses commandements ».
Le mouvement central commence comme un arioso, accompagné par le continuo, illustrant la cheminée à travers la « vallée de ténèbres ». La deuxième partie est un récitatif dramatique avec des cordes, exprimant d'abord Verfolgung, Leiden, Trübsal (« persécution, tristesse, ennui ») dans une ligne mélodique brisée contre les accords de cordes legato, puis « ta verge et ton bâton me rassurent » où les « premiers violons tissent une consolante petite mélodie »,.
Le duo qui suit exprime le plaisir à la table de Dieu par une danse, une bourrée.
La cantate se termine par un choral à quatre parties, la plupart des instruments jouant colla parte, tandis que les cors jouent des parties différentes en raison de leur portée limitée.

## Source
- (en) Cet article est partiellement ou en totalité issu de l’article de Wikipédia en anglais intitulé « Der Herr ist mein getreuer Hirt, BWV 112 » (voir la liste des auteurs).